# 銅門 (君士坦丁堡)

銅門在君士坦丁堡大皇宫的位置

銅門（希臘語：Χαλκῆ Πύλη）是拜占庭帝國時期君士坦丁堡大皇宮的主要入口之一，得名於铜制大门或顶部使用的鍍金銅瓦。該門在13世纪被拆毁，但門旁邊的小教堂一直存留到19世纪初。